# Colpo di Stato in Argentina del 1930
Il colpo di Stato in Argentina del 1930 fu il rovesciamento del governo democraticamente eletto presieduto da Hipólito Yrigoyen da parte di alcuni settori delle forze armate argentine, avvenuto il 6 settembre 1930. Il golpe diede il via non solo al periodo della storia argentina noto come decennio infame, ma anche ad una lunghissima stagione storica, conclusasi solo nel 1983, durante la quale governi democraticamente eletti venivano rovesciati da colpi di stato militari.

## Antefatti
Nonostante la scissione interna della corrente antipersonalista avvenuta quattro anni prima, nel 1928 l'Unione Civica Radicale aveva trionfato per la terza volta consecutiva alle presidenziali grazie alla vittoria del vecchio leader Hipólito Yrigoyen, già presidente dell'Argentina dal 1916 al 1922. L'anno seguente il paese fu duramente colpito dalla crisi economica che seguì il crollo di Wall Street: le esportazioni, principalmente prodotti agroalimentari, crollarono e di conseguenza le importazioni registrarono una brusca frenata. Il governo di Yrigoyen cercò di varare una serie di misure volte a contenere la crescente disoccupazione, come ad esempio la nazionalizzazione di tutti i giacimenti petroliferi, senza però conseguire l'obbiettivo ed uscendone con un'immagine fortemente indebolita. 
Nel frattempo i vari partiti dell'opposizioni, consapevoli della sconfitta subita alle presidenziali e della popolarità di Yrigoyen, avevano iniziato a pensare a vie alternative alle elezioni per assumere il controllo del potere. Pur spaziando dagli ambienti politici più disparati, come conservatori, socialisti e antipersonalisti, i dirigenti dei partiti oppositori avevano incominciato a stringere legami con alcuni ufficiali dell'esercito in un'ottica cospiratrice. Mentre il governo radicale si barcamenava tra le tante difficoltà createsi con la recessione, il presidente Yrigoyen iniziò così ad essere oggetto di un'intensa campagna diffamatoria da parte degli organi di stampa vicini ai cospiratori. 
Nei mesi seguenti la stampa, ormai quasi tutta ostile ad Yrigoyen, continuò a mettere in risalto il cattivo stato di salute del presidente, ormai settantottenne e fortemente debilitato, ad accusare di corruzione alcuni politici radicali e a dichiarare che il governo fosse ormai giunte alle battute finali. Nonostante il clima pesante il vecchio leader radicale continuò a voler concentrare nelle sue mani tutte le principali funzioni governative attirandosi ulteriormente le critiche dei suoi nemici. 
Sebbene il clima politico fosse avvelenato, l'esercito argentino si era mantenuto neutrale e aveva rispettato il mandato costituzionale. Solo alcuni alti ufficiali avevano iniziato ad incontrarsi con gli ambienti cospirativi, tra essi i generali José Félix Uriburu e Agustín P. Justo. Il primo, discendente di una famiglia aristocratica della provincia di Salta, aveva partecipato alla Rivoluzione del Parco del 1890 al fianco di Yrigoyen salvo poi spostarsi su posizioni sempre più conservatrici sino a diventare un ammiratore del fascismo italiano. Il secondo invece era stato ministro della guerra durante la presidenza di Marcelo T. de Alvear. Sebbene accomunati dall'intento di rovesciare Yrigoyen, i due non condividevano gli stessi piani per il futuro dell'Argentina. Uriburu pianificava infatti di rimanere al potere ed instaurare un regime corporativo sul modello di quello fascista. Justo invece puntava ad una breve presidenza di Enrique Martínez, il vicepresidente, per poi indire elezioni entro tre mesi.
A fine agosto 1930 la tensione crebbe ulteriormente. Dagli ambienti dell'estrema destra venivano reiterati gli inviti ad Yrigoyen affinché si dimettesse. Indagini condotte dal ministro della Guerra Luis Dellepiane avevano rivelato l'inizio di un imminente colpo di stato con a capo i generali Uriburu e Justo. Nonostante le prove, Yrigoyen decise di non procedere contro i due ufficiali. Nei giorni seguenti Dellepiane, non creduto dallo stesso presidente, si dimise in contrasto con altri ministri. Mentre Yrigoyen veniva consigliato da vari membri del suo gabinetto di delegare i suoi poteri, nelle strade, grazie anche alla propaganda dei giornali antigovernativi, si diffondevano sempre più insistentemente le voci riguardo ad un imminente golpe. 
Il 4 settembre una manifestazione studentesca promossa dall'estrema destra terminò in scontri con le forze dell'ordine. Un manifestante nazionalista rimase ucciso.

## Il golpe
Il 5 settembre Yrigoyen, colpito da una forte febbre, delegò i poteri presidenziali al suo vice Enrique Martínez. Quest'ultimo, come prima misura, proclamò lo stato d'assedio a Buenos Aires. Poche ore dopo i cospiratori misero in moto il loro piano. Dal momento che i golpisti potevano contare sull'appoggio di alcune unità della marina militare e dell'aviazione ma non dell'esercito, all'alba del 6 settembre Uriburu raggiunse il Colegio Militar de la Nación, alle porte di Buenos Aires, dove diede il via ad un'insurrezione. Nel frattempo alcuni aerei decollati dalla base di El Palomar si erano diretti sui cieli della capitale argentina dove avevano lanciato migliaia di volantini propagandistici stampati nottetempo nella tipografia del quotidiano Crítica. Una colonna capeggiata dallo stesso Uriburu e formata da circa 1500 militari, alla quale si erano uniti lungo il percorso migliaia di civili armati nonché alcuni noti esponenti dell'opposizione, si diresse così verso Buenos Aires. 
Nella Casa Rosada Martínez iniziò a ricevere confuse notizie di quanto stava accadendo. Nel caos e nell'agitazione il presidente in esercizio estese lo stato d'assedio in tutto il territorio nazionale. Alle 11 Yrigoyen inviò al suo governo un telegramma con il quale sollecitava a resistere e a convocare i militanti del radicalismo a scendere in strada per difendere la democrazia. Nella confusione del momento il messaggio non fu trasmesso e le parole del vecchio leader rimasero lettera morta. Un'ora dopo giunse alla Casa Rosada un telegramma di Uriburu nel quale si intimava al governo le dimissioni immediate. Martínez fece allora issare una bandiera bianca sull'edificio presidenziale, dopodiché tentò di fuggire in auto. Un gruppo di ufficiali leali al governo che si proponevano di resistere riuscì tuttavia a dissuaderlo e a farlo rientrare. 
In quegli stessi momenti la colonna dei golpisti transitò davanti al Congresso nazionale. Qui si scatenò una confusa sparatoria e due cadetti rimasero uccisi. La sede dell'UCR e alcuni negozi vicini vennero quindi devastati dai manifestanti. Nel frattempo Yrigoyen, ancora malato a letto, aveva rifiutato di chiedere asilo all'ambasciata cilena e insisteva nella necessità di resistere. Pressato dai suoi ministri che lo misero di fronte al fatto compiuto e al pericolo che stava correndo, il leader radicale decise di recarsi a La Plata per trovare rifugio presso un reparto militare rimasto leale. Una volta giunto alla caserma del 7º reggimento, Yrigoyen si vide intimare dall'ufficiale in comando le dimissioni. A Buenos Aires nel frattempo Uriburu aveva costretto alle dimissioni anche Martínez, mentre la folla golpista aveva preso a devastare e saccheggiare le varie sezioni dell'UCR, le redazioni dei quotidiani filo governativi La Calle e La Época e persino la casa di Yrigoyen.

## Conseguenze
All'indomani del colpo di Stato, Uriburu sciolse il Congresso, commissariò le province governate dai radicali e dichiarò lo stato d'assedio. Il 10 settembre successivo una sentenza della Corte Suprema argentina riconobbe la legittimità del governo militare inaugurando così la dottrina dei governi de facto, i cui principi verranno ripresi in altri golpe della storia argentina.
Yrigoyen fu tratto agli arresti ed imprigionato nell'isola Martín García.